# Tweede klasse 1902-03 (voetbal België)
Het seizoen 1902/03 van Division 1 (Eerste Afdeeling), de voorloper van de Belgische Tweede Klasse was het zevende seizoen dat er een competitie onder het hoogste niveau gespeeld werd in België. De competitie werd niet als een nationaal niveau beschouwd. Er was ook geen echte degradatie- of promotieregeling, hoewel dit seizoen het eerste was waarbij de kampioen en de vice-kampioen op het einde van het seizoen zouden promoveren naar de Ere Afdeling.
De 19 deelnemende ploegen werden ingedeeld volgens vier regionale reeksen "Antwerpen", "Brabant", "Luik" en "Vlaanderen", die Division 2 (Tweede Afdeeling) werden genoemd.  Vijf van deze ploegen kwalificeerden zich voor Division 1. Daring Club de Bruxelles werd kampioen en promoveerde samen met vice-kampioen Olympia Club de Bruxelles naar de Ere Afdeling 1903-1904.  

## Division 2

### Afdeling Antwerpen
|   |   |                       | P | W | G | V | + | - | DS | Ptn |
| - | - | --------------------- | - | - | - | - | - | - | -- | --- |
| Q | 1 | reserven Beerschot AC | 2 | 1 | 0 | 1 | 5 | 4 | 1  | 2   |
|   | 2 | reserven Antwerp FC   | 2 | 1 | 0 | 1 | 4 | 5 | -1 | 2   |

P: wedstrijden gespeeld, W: wedstrijden gewonnen, G: gelijke spelen, V: wedstrijden verloren, +: gescoorde doelpunten, -: doelpunten tegen, DS: doelsaldo, Ptn: totaal punten,  Q: gekwalificeerd
Testwedstrijd
| Datum      | Wedstrijd             | Wedstrijd | Wedstrijd           | Uitslag |                                               |
| ---------- | --------------------- | --------- | ------------------- | ------- | --------------------------------------------- |
| 08.02.1903 | reserven Beerschot AC | -         | reserven Antwerp FC | 4 - 1   | Wedstrijd gespeeld op het veld van Beerschot. |

### Afdeling Brabant
De afdeling Brabant werd opgedeeld in een reeks A en B. De eerste twee ploegen van elke reeks speelden in twee kruisfinales twee kwalificatieplaatsen.

#### Reeks A
|    |   |                                   | P | W | G | V | +  | -  | DS  | Ptn |
| -- | - | --------------------------------- | - | - | - | - | -- | -- | --- | --- |
| KF | 1 | reserven Racing Club de Bruxelles | 8 | 6 | 1 | 1 | 27 | 9  | 18  | 13  |
| KF | 2 | United Sports Club                | 8 | 4 | 2 | 2 | 9  | 13 | -4  | 10  |
|    | 3 | reserven Léopold Club             | 8 | 3 | 0 | 5 | 14 | 8  | 6   | 6   |
|    | 4 | SC de Louvain                     | 8 | 2 | 2 | 4 | 8  | 10 | -2  | 6   |
|    | 5 | reserven Union Saint-Gilloise     | 8 | 2 | 1 | 5 | 6  | 18 | -12 | 5   |

P: wedstrijden gespeeld, W: wedstrijden gewonnen, G: gelijke spelen, V: wedstrijden verloren, +: gescoorde doelpunten, -: doelpunten tegen, DS: doelsaldo, Ptn: totaal punten, KF: gekwalificeerd voor kruisfinale
Opmerking
De bovenstaande eindstand kan niet correct zijn. Het totaal aantal gescoorde doelpunten (64) is niet gelijk aan het totaal aantal doelpunten tegen (58). Toch is de eindstand zoals hierboven de "officiële" eindstand.

#### Reeks B
|    |   |                                               | P | W | G | V | +  | -  | DS  | Ptn |
| -- | - | --------------------------------------------- | - | - | - | - | -- | -- | --- | --- |
| KF | 1 | Daring Club de Bruxelles                      | 6 | 5 | 1 | 0 | 17 | 9  | 8   | 11  |
| KF | 2 | Olympia Club de Bruxelles                     | 6 | 4 | 1 | 1 | 18 | 9  | 9   | 9   |
|    | 3 | West Park                                     | 6 | 2 | 0 | 4 | 5  | 22 | -17 | 4   |
|    | 4 | reserven Athletic & Running Club de Bruxelles | 6 | 0 | 0 | 6 | 0  | 0  | 0   | 0   |

P: wedstrijden gespeeld, W: wedstrijden gewonnen, G: gelijke spelen, V: wedstrijden verloren, +: gescoorde doelpunten, -: doelpunten tegen, DS: doelsaldo, Ptn: totaal punten, KF: gekwalificeerd voor kruisfinale
Opmerking
De wedstrijden van het reserve-elftal van Athletic & Running Club de Bruxelles gingen niet door. De andere ploegen kregen 2 winstwedstrijden voor deze wedstrijden.

#### Kruisfinales
De twee winnaars kwalificeerden zich voor Division 1.
| Datum      | Wedstrijd                         | Wedstrijd | Wedstrijd                         | Uitslag | opmerking                                                                            |
| ---------- | --------------------------------- | --------- | --------------------------------- | ------- | ------------------------------------------------------------------------------------ |
|            | HEEN                              |           |                                   |         |                                                                                      |
| 25.01.1903 | Olympia Club de Bruxelles         | -         | reserven Racing Club de Bruxelles | 4 - 0   |                                                                                      |
| 01.02.1903 | United Sports Club                | -         | Daring Club de Bruxelles          | 0 - 5   |                                                                                      |
|            | TERUG                             |           |                                   |         |                                                                                      |
| 01.02.1903 | reserven Racing Club de Bruxelles | -         | Olympia Club de Bruxelles         | 4 - 2   |                                                                                      |
| 08.02.1903 | Daring Club de Bruxelles          | -         | United Sports Club                | 5 - 0   | Daring CB gekwalificeerd voor Division 1                                             |
|            | TESTWEDSTRIJD                     |           |                                   |         |                                                                                      |
| 15.02.1903 | Olympia Club de Bruxelles         | -         | reserven Racing Club de Bruxelles | 4 - 2   | Wedstrijd gespeeld op het veld van Daring. Olympia CB gekwalificeerd voor Division 1 |

### Afdeling Luik
|   |   |                          | P | W | G | V | +  | -  | DS | Ptn |
| - | - | ------------------------ | - | - | - | - | -- | -- | -- | --- |
| Q | 1 | Stade Wallon de Verviers | 4 | 3 | 1 | 0 | 11 | 5  | 6  | 7   |
|   | 2 | reserven Verviers FC     | 4 | 1 | 1 | 2 | 3  | 6  | -3 | 3   |
|   | 3 | reserven FC Liégeois     | 4 | 1 | 0 | 3 | 7  | 10 | -3 | 2   |

P: wedstrijden gespeeld, W: wedstrijden gewonnen, G: gelijke spelen, V: wedstrijden verloren, +: gescoorde doelpunten, -: doelpunten tegen, DS: doelsaldo, Ptn: totaal punten,  Q: gekwalificeerd

### Afdeling Vlaanderen
|   |   |                      | P | W | G | V | +  | -  | DS | Ptn |
| - | - | -------------------- | - | - | - | - | -- | -- | -- | --- |
| Q | 1 | RC de Gand           | 6 | 5 | 1 | 0 | 9  | 4  | 5  | 11  |
|   | 2 | SC Courtraisien      | 6 | 3 | 2 | 1 | 14 | 7  | 7  | 8   |
|   | 3 | reserven CS Brugeois | 6 | 1 | 2 | 3 | 8  | 11 | -3 | 4   |
|   | 4 | reserven FC Brugeois | 6 | 0 | 1 | 5 | 2  | 11 | -9 | 1   |
|   | 5 | Ghent FC             | 0 | 0 | 0 | 0 | 0  | 0  | 0  | 0   |

P: wedstrijden gespeeld, W: wedstrijden gewonnen, G: gelijke spelen, V: wedstrijden verloren, +: gescoorde doelpunten, -: doelpunten tegen, DS: doelsaldo, Ptn: totaal punten,  Q: gekwalificeerd
Opmerking
Ghent FC trok zich terug uit de competitie.

## Division 1
Vier van de vijf gekwalificeerde ploegen speelden een competitie onder de naam Division 1. Het reserve-elftal van Beerschot AC nam om onbekende reden niet deel aan deze competitie. Winnaar werd Daring Club de Bruxelles voor Olympia Club de Bruxelles.  Beide ploegen promoveerden naar de Ere Afdeling 1903-1904.
|   |   |                           | P | W | G | V | +  | -  | DS | Ptn |
| - | - | ------------------------- | - | - | - | - | -- | -- | -- | --- |
| K | 1 | Daring Club de Bruxelles  | 6 | 5 | 1 | 0 | 17 | 9  | 8  | 11  |
| P | 2 | Olympia Club de Bruxelles | 6 | 4 | 0 | 2 | 13 | 12 | 1  | 8   |
|   | 3 | Stade Wallon de Verviers  | 6 | 1 | 1 | 4 | 10 | 17 | -7 | 3   |
|   | 4 | RC de Gand                | 6 | 1 | 0 | 5 | 6  | 12 | -6 | 2   |

P: wedstrijden gespeeld, W: wedstrijden gewonnen, G: gelijke spelen, V: wedstrijden verloren, +: gescoorde doelpunten, -: doelpunten tegen, DS: doelsaldo, Ptn: totaal punten
 K: kampioen en promotie, P: promotie
Opmerking
De bovenstaande eindstand kan niet correct zijn. Het totaal aantal gescoorde doelpunten (46) is niet gelijk aan het totaal aantal doelpunten tegen (50). Toch is de eindstand zoals hierboven de "officiële" eindstand.